# Alcithoe knoxi
Alcithoe knoxi är en snäckart som först beskrevs av Dell 1956.  Alcithoe knoxi ingår i släktet Alcithoe och familjen Volutidae. Inga underarter finns listade i Catalogue of Life.